# Kari Myyryläinen
Kari Myyryläinen es un ex ciclista profesional finlandés. Nació en Hyvinkää el 22 de octubre de 1963. Debutó como profesional el año 1987, de mano del equipo Reynolds.
Alternó el ciclismo en ruta con el ciclocrós.
Destacó fundamentalmente en los campeonatos nacionales de Finlandia, donde fue el auténtico dominador, tanto en ruta, como en contrarreloj como en ciclocrós.

## Palmarés
1983
- Campeonato de Finlandia contrarreloj
- Campeonato de Finlandia en ruta
- Campeonato de Finlandia de ciclocrós

1984
- Campeonato de Finlandia contrarreloj

1985
- Campeonato de Finlandia en ruta
- Campeonato de Finlandia contrarreloj

1986
- Campeonato de Finlandia en ruta
- París-Évreux

1987
- 1 etapa del Tour del Porvenir
- 1 etapa de la Vuelta a Burgos

1990
- 1 etapa de la Vuelta a Noruega

1991
- Campeonato de Finlandia de ciclocrós

1992
- Campeonato de Finlandia de ciclocrós

1993
- Campeonato de Finlandia contrarreloj

1994
- Campeonato de Finlandia de ciclocrós

1995
- Campeonato de Finlandia de ciclocrós

1996
- 3.º en el Campeonato de Finlandia en Ruta

## Equipos
- Reynolds (1986-1988)